# Коркино
Ко́ркино (рос. Коркино) — село у складі Упоровського району Тюменської області, Росія.
Населення — 597 осіб (2010, 621 у 2002).
Національний склад станом на 2002 рік:
- росіяни — 96 %